# Arginasi
L'arginasi è un enzima (numero EC 3.5.3.1) contenente manganese, appartenente alla classe delle idrolasi, che catalizza la seguente reazione di idrolisi:
arginina + H2O → ornitina + urea
Si tratta dell'ultima reazione del ciclo dell'urea.